# Erebostrota albipicta
Erebostrota albipicta là một loài bướm đêm trong họ Noctuidae.